# Уфут-фіорд
Уфут-фіорд (норв. Ofotfjorden, півн.-саам. Ufuohttá) — фіорд Атлантичного океану на східному берегу Норвезького моря у провінції (фюльке) Нурланн у Норвегії.
Фіорд розташований на відстані 200 км на північ від Полярного кола і має довжину 78 км та є 12-м за довжиною фіордом Норвегії, а також 18-м за глибиною, що сягає 553 метри. В англійській мові та у багатьох історичних документах цей фіорд часто називають фіордом Нарвік, оскільки місто Нарвік розташоване на внутрішніх берегах фіорду, але це не його офіційна назва.
Фіорд оточений горами, деякі сягають 1500 метрів і навіть 1700 метрів поблизу фіорда Скйомен, де видно льодовик Фростізен. Єдина велика низовина розташована на частинах північного берега, навколо аеропорту Гарстад/Нарвік, у комуні Евенес, хоча є і менші райони біля фіорду та у вузьких долинах (наприклад, півострів Нарвік, де розташовані гавань і центр міста Нарвік).